# 森誓夫
森 誓夫（もり ちかお、1911年3月31日 - 2001年1月23日）は、日本の官僚、実業家。元通商産業省軽工業局長。元石油資源開発社長。

## 来歴・人物
香川県三豊郡常磐村（現 観音寺市流岡町）出身。旧制香川県立三豊中学校、旧制第六高等学校を経て、東京帝国大学法学部英法科卒業。
1934年（昭和9年）商工省入省。特許、貿易、工務、機械、電力の各局を担当、電業課長、機械課長を務める。1939年（昭和14年）三豊中学の同級生であった蒙疆の張家口に勤務する大平正芳（大蔵省派遣の興亜院事務官）を訪問。
1943年（昭和18年）フィリピン島戦線に応召。三豊中学の頃から親しんで来た短歌に於いては、社会人になって間もなく斉藤茂吉が育てた結社「アララギ」に所属。在比3年間に作った短歌378首を後に『歌集 南溟』に編纂。その内6首が、『昭和萬葉集』（講談社）に採択される。
戦後、通商産業省機械局車輌部長に異動。1950年（昭和25年）通商協定改定の為にタイへ出張。1951年（昭和26年）機械工業使節団長としてインドとパキスタンにも出張する。帰国後、物価庁第三部長に昇任。通商産業省公益事業局次長、同省鉱山保安局長、札幌通商産業局長、経済企画庁審議官、同省鉱山局長を歴任。1957年（昭和32年）同省軽工業局長に就任。
1959年（昭和34年）通商産業省退官。日本電気顧問、日本アビオトロニクス常務、共同石油社長を務める。 1974年（昭和49年）石油資源開発第3代社長に就任。新潟県の阿賀野川河口の沖で、大規模な大陸棚油、ガス田の開発を行った。また、総理大臣官邸に大平首相を訪問してエネルギー政策について論じている。

## 略歴
- 1929年 - 第六高等学校卒業
- 1933年 - 高等文官試験行政科合格
- 1934年 - 東京帝国大学法学部英法科卒業
- 1934年 - 商工省入省
- 1953年 - 通商産業省鉱山保安局長
- 1956年 - 通商産業省鉱山局長
- 1957年 - 通商産業省軽工業局長
- 1959年 - 通商産業省退官
- 1959年 - 日本電気顧問
- 1960年 - 日本アビオトロニクス常務取締役
- 1967年 - 共同石油取締役副社長
- 1969年 - 共同石油取締役社長
- 1974年 - 石油資源開発取締役社長
- 1981年 - 石油資源開発取締役相談役

## 座右の銘
無道人之短、無説己之長。施人慎勿念、受施慎勿忘。世譽不足慕、唯仁為紀綱。
隱心而後動、謗議庸何傷。無使名過實、守愚聖所臧。在涅貴不淄、曖曖内含光。
柔弱生之徒、老氏誡剛彊。行行鄙夫志、悠悠故難量。愼言節飲食、知足勝不祥。
行之苟有恆、久久自芬芳。
人の短所を言わず、自分の長所も言わないでおこう。人に物品を与えたことは気に掛けず、与えられたことは注意して忘れないようにしよう。世間での誉れというものは追い求める価値などなく、仁をこそ基準としよう。
考え抜いてから行動に移せば、誹謗など何時も気にすることもなかろう。評判が実際を上まわらないようにしよう、愚直であろうとするのは聖人が良しとしたことであるから。どす黒い環境にあっても、それに染まらないようにしよう、(それでいて)外見は暗愚のようにして明哲さを保持しておこう。
なよなよしたさまが生きているものの姿であり、かたくななさまは老子が誡めたものである。かたくなな何も分からない人の志は、遠い先のはかりしれない(禍の)種である。言葉遣いに注意し飲食を節制しよう、ほどほどの満足に心掛けていれば、良からぬ事にも合わないだろう。
行いに(このような)基準があれば、末々うまくいくだろう。
（後漢の人である崔子玉がのこした『座右銘』）

## 栄典
- 1987年 - 勲二等瑞宝章

## 著書
- 『歌集 南溟』（飛竜閣）（1958年）
- 『昇華無限』（東京エヌケー企画出版）（1989年）